# Макуњага
Макуњага (итал. Macugnaga) је насеље у Италији у округу Вербано-Кузио-Осола, региону Пијемонт.
Према процени из 2011. у насељу је живело 651 становника. Насеље се налази на надморској висини од 1315 м.

## Становништво
Према резултатима пописа становништва 2011. у општини је живело 601 становника.
| 1936. | 1951. | 1961. | 1971. | 1981. | 1991. | 2001. | 2011. |
| ----- | ----- | ----- | ----- | ----- | ----- | ----- | ----- |
| 696   | 997   | 820   | 766   | 706   | 626   | 651   | 601   |